# 一平安代
一平 安代（いちのひら やすよ、延宝8年4月19日（1680年5月17日） - 享保13年11月28日（1728年12月28日））は江戸時代の薩摩国の刀工である。新刀最上作にして大業物。
御紋正清と同じく、享保6年（1721年）、八代将軍徳川吉宗の命により江戸にて作刀、その出来のよさから茎に葵一葉紋を切ることを許される。その後主馬首を受領。作柄としては、地金板目が良くつむ、刃文は広直刃など焼く。荒錵がつき華やかな作風。重要文化財、重要美術品の刀がある。

## 作刀
刀 銘主馬首一平安代敬白云々トアリ
重要文化財（旧国宝、1914年4月12日指定）、宮坂神社（鹿児島県鹿児島市）旧蔵、第二次世界大戦後、アメリカ合衆国軍に没収され、所在不明。

## 小説
波平由紀靖著「薩摩刀匂えり」（郁朋社・2004年8月）